# Prinzessin Brambilla
Prinzessin Brambilla, literalment en català «princesa Brambilla», op. 12b, és una òpera en dos actes composta per Walter Braunfels sobre un llibret en alemany del mateix compositor, basat en l'obra homònima d'Ernst Theodor Amadeus Hoffmann. Es va estrenar el 25 de març de 1909 al Staatstheater Stuttgart.